# Anaplasma
En taxonomía, Anaplasma es un género de bacterias perteneciente al orden Rickettsiales.

## Especies
- Anaplasma bovis (Donatien and Lestoquard 1936) Dumler, Barbet, Bekker, Dasch, Palmer, Ray, Rikihisa & Rurangirwa 2001.
- Anaplasma caudatum (Kreier and Ristic 1963) Ristic & Kreier 1984.
- Anaplasma centrale (ex Theiler 1911) Ristic & Kreier 1984.
- Anaplasma marginale Theiler 1910.
- Anaplasma ovis Lestoquard 1924.
- Anaplasma phagocytophilum (Foggie 1951) Dumler, Barbet, Bekker, Dasch, Palmer, Ray, Rikihisa & Rurangirwa 2001.
- Anaplasma platys (French and Harvey 1983) Dumler, Barbet, Bekker, Dasch, Palmer, Ray, Rikihisa & Rurangirwa 2001.